# Viaggio a Napoli con Teddy Reno
Viaggio a Napoli con Teddy Reno è un album del cantante Teddy Reno, pubblicato nel 1956 dalla CGD.

## Tracce
Lato A
1. Chella 'llà (testo: Umberto Bertini – musica: Enzo Di Paola e Sandro Taccani)
2. Suspiranno “mon amour” (testo: Augusto Cesareo – musica: Ettore Lombardi)
3. Vurria sapé pecchè (testo: Nisa – musica: Gino Redi)
4. Zitto... zitto... zitto... (Armando Romeo)

Lato B
1. Malatia (Armando Romeo)
2. Nisciuna è cchiù bella 'e te (testo: Nisa – musica: Mario Coppola)
3. Guaglione (testo: Nisa – musica: Giuseppe Fanciulli)
4. Nata tu si pe 'mme (testo: Luigi Buttafava – musica: Gerardo Rusconi)